# Catherine Clément
Catherine Clément (Boulogne-Billancourt, 10. veljače 1939.), francuska sociologinja, književnica.
Bila je dugogodišnja asistentica Vladimira Jankelevitcha na Sorboni, autorica tridesetak eseja i romana. Roman Martin i Hannah Clément je napisala inspirirana biografijom Hannah Arendt iz pera Elisabeth Young-Bruehl. Okosnica romana je razgovor dviju žena: Elfride, Heideggerove supruge i Hannah Arendt, njegove nekadašnje ljubavnice. Mlada studentica Hannah i njezin sedamnaest godina stariji profesor doživjeli su strasnu ljubav 1924. nakon čega su zauvijek ostali duhovno povezani. Za tu trogodišnju vezu Elfride je saznala tek dvadeset pet godina kasnije, što je bilo razlogom njezine duboke mržnje prema Hannah. 
Godine 1975. Heidegger je bolesni starac i Elfride se ne usuđuje zabraniti Hannah da ga posjeti. Tada započinje duga rasprava dviju žena. Hannah optužuje Elfride da je ona glavni inicijator neshvatljiva Heideggerova pristajanja uz nacizam, a supruga optužuje Hannah da je preljubnica i rušiteljica sretnih brakova. Prigodom tog posjeta dvije starice nemilosrdno se optužuju, mrze, mire. Četiri mjeseca nakon tog susreta Hannah Arendt, umire u New Yorku. U šezdeset devetoj godini. Heidegger umire u Freihurgu sljedeće godine u osamdeset i sedmoj godini, dok će Elfride umrijeti 1994. godine u devedeset i osmoj godini života.

- izvor: Biblioteka Proza, Profil, Zagreb

### Romani
- Sultanija (La Sultane), 1981.
- Venecijanski Maur (Le Maure de Venise), 1983.
- Plava strava (Bleu Panique), 1986.
- Za ljubav Indije (Pour l'amour de l'Inde), 1993.
- Gospođa (La Senora), 1994.
- Theovo putovanje (Le Voyage de Theo), 1997.
- Martin i Hannah (Martin et Hannah), 1999.

### Esejistika
- Claude Levi-Strauss ili ustroj i nesreća (Claude Levi-Strauss ou la structure et le malheur), 1971.
- Snaga riječi (Le Pouvoir des mots), 1974.
- Freudova djeca su umorna (Les fils de Freud sont fatigues), 1979.
- Život i legende Jacquesa Lacana (Vies at legendes de Jacques Lacan), 1989.